# Fritz Haid
Fritz Haid (* 12. April 1906 in München; † 1. Mai 1985 ebenda) war ein deutscher Miniaturmaler, Zeichner und Aquarellmaler.

## Leben
Sein Vater Johannes Haid aus Augsburg war Ingenieur für Wasserkraftanlagen. Seine Mutter war die Schmiedmeisterstochter Marie Wanger aus Krumbach. Haid hatte noch zwei Brüder.
Mit 14 Jahren äußerte Haid den Wunsch, sich der Malerei zu widmen. Sein Vater entschied, er solle in seine Fußstapfen treten. So besuchte Haid 1921/22 beide Semester der Tagesfachschule für Bauhandwerker und anschließend fünf Semester der Staatlichen bayerischen Bauschule zu München, die er nach Erlernung des Maurerhandwerkes bei der Firma Karl Stöhr am 18. Februar 1927 absolvierte. In dieser Zeit entstanden seine frühesten Arbeiten nach der Natur, darunter seine Werke aus dem Altmühltal mit 19 Jahren. Mit 21 Jahren bekam Haid eine Stelle als Bauingenieur in der Hochbauabteilung im Innwerk zu Töging und war dort bis 31. Dezember 1929 tätig. Am 2. Januar 1930 trat er als technischer Aspirant in den Dienst der „Deutschen Reichsbahn-Gesellschaft“ ein und wurde später Dienstvorstand. Hierbei entstanden handgeschriebene Eisenbahnbücher, die zu seinen Werken zählen. Seine erste Frau, Eleonore Groeger, heiratete er am 14. September 1931.
Von 1933 bis 1939 wurde er an die Reichsautobahndirektion nach München abgeordnet. Am 28. Dezember 1934 wurde Josephine Mehlan – die Schwester seiner ersten Frau – seine zweite Gattin.
Nach Ausbruch des Zweiten Weltkriegs wurde er erst an die Eisenbahndirektion Posen und dann nach Mykolajiw in die Sowjetunion versetzt. Auch zu dieser Zeit entstanden zahlreiche Zeichnungen.
Als Soldat diente er 1944 und 1945 in München und Höxter an der Weser, wo er später seine dritte Frau, Elfriede Becker, kennenlernte, die er am 10. Februar 1971 in München heiratete. Aus amerikanischer Gefangenschaft wurde er am 29. Juli 1945 entlassen. Durch die Ausbombung und Plünderung der Möbelbergungsstelle in Föhring gingen hunderte seiner Arbeiten verloren. Aus gesundheitlichen Gründen musste er 1946 den Eisenbahndienst aufgeben.
Er begann seine Malerei der „Landschaftsminiaturaquarellchen“. 1958 bis 1962 folgten Kohle- und Pinselzeichnungen, die Baumblätter, wobei er der Weide den Vorzug gab, was ihm den Namen „Weidenfritz“ eintrug. 1960 starb seine zweite Frau Josephine Mehlan. Es folgten seine Reisen durch Europa. Dabei entstanden seine Ölmalereien sowie 33 Skizzenbücher und 57 Kirchenwerke.
Am 13. Oktober 1966 begann eine Ausstellung seiner Werke im Münchener Stadtmuseum, die bis zum 8. Januar 1967 verlängert wurde. Es folgte eine weitere Ausstellung.
Sonderausstellung  „Die Haids“  im „Mittelschwäbisches Heimatmuseum Krumbach“ vom 24.03.2024 – 26.05.2024
Sein malerisches und zeichnerisches Werk ist dokumentiert in der siebenteiligen Buchreihe Fritz Haid – Zeichnungen und Aquarelle aus meinem Lebenswerk, die der Künstler im Selbstverlag in den Jahren 1978–1981 veröffentlicht hat.